# Stanislav Schenko
Stanislav Schenko (* 10. listopadu 1930 Senohrad) je bývalý slovenský fotbalový brankář.

## Hráčská kariéra
V československé lize chytal za Sláviu VŠ Bratislava.

### Prvoligová bilance
| Ročník       | Zápasy | Góly | Minuty | Nuly | Klub                     |
| ------------ | ------ | ---- | ------ | ---- | ------------------------ |
| I. liga 1953 | 1      | 0    | –      | 0    | DŠO Slávia VŠ Bratislava |
| CELKEM       | 1      | 0    | –      | 0    |                          |